# Hrodivka
Hrodivka (ukrajinsky Гродівка; rusky Гродовка) je sídlo městského typu v Doněcké oblasti na Ukrajině.

## Rodáci
- Nikita Alexejevič Alexandrov, Hrdina Sovětského svazu